# Isoetes subinermis
Isoetes subinermis är en kärlväxtart som först beskrevs av Michel Charles Durieu de Maisonneuve, och fick sitt nu gällande namn av Cesca och Peruzzi. Isoetes subinermis ingår i släktet braxengräs, och familjen Isoetaceae. Inga underarter finns listade i Catalogue of Life.